# Esaete rufulus
Esaete rufulus är en skalbaggsart som beskrevs av Maria Helena M. Galileo och Martins 2002. Esaete rufulus ingår i släktet Esaete och familjen långhorningar. Inga underarter finns listade i Catalogue of Life.